# Schizocosa proletaria
Schizocosa proletaria là một loài nhện trong họ Lycosidae.
Loài này thuộc chi Schizocosa. Schizocosa proletaria được Albert Tullgren miêu tả năm 1905.